# Marcel Kint
Marcel Kint (* 20. September 1914 in Zwevegem; † 23. März 2002 in Kortrijk) war ein belgischer Radrennfahrer.
Marcel Kint war Profirennfahrer von 1935 bis 1951. In diesen Jahren errang er über 120 Siege. 1935 war der Sieg in der Belgien-Rundfahrt für Unabhängige sein erster großer Erfolg. 1938 wurde er Straßen-Weltmeister, 1946 wurde er Vize-Weltmeister. 1936 gewann er zudem drei Etappen der Tour de France. Vor allem aber war er ein Spezialist für Eintagesrennen wie die Klassiker und Halb-Klassiker: Ihm gelangen Siege bei prestigeträchtigen Rennen wie zweimal Antwerpen–Gent–Antwerpen (1936 und 1939), Brüssel–Paris 1942, Nokere Koerse (1944), Gent–Wevelgem (1949), Paris-Brüssel (1938) sowie Paris–Roubaix (1943). Zweimal siegte er zudem mit Rik Van Steenbergen beim Sechstagerennen von Brüssel.  Er trug den Beinamen De Zwarte Arend (Schwarzer Adler).
Noch vor der Beendigung seiner Radsportlaufbahn eröffnete Kint in Kortrijk ein Fahrradgeschäft sowie das Café Valkenburg (in Valkenburg war er Weltmeister geworden). Er wurde ein gefragter Fahrradbauer. 1954 gründete er einen Großhandel für Fahrräder und Fahrradzubehör, der seit 2011 von der dritten Generation der Familie Kint geführt wird.
Seit 1930 wird in Kints Geburtsort Zwevegem der Grote Prijs Marcel Kint ausgetragen, den der Namensgeber 1935 selbst gewann. Die touristische Radroute Marcel Kint führt von Zwevegem nach Kortrijk. Seine Enkel führen in Kortrijk in der ehemaligen Wohnung seines Großvaters mit der Original-Möblierung den Retro-Fahrradladen het salon by marcel kint.

## Erfolge (Auswahl)
1933
- Belgischer Junioren-Meister – Straßenrennen

1935
- Gesamtwertung und zwei Etappen Belgien-Rundfahrt
- eine Etappe Luxemburg-Rundfahrt
- Grote Prijs Marcel Kint

1936
- Antwerpen–Gent–Antwerpen
- 19. Etappe Tour de France
- eine Etappe Belgien-Rundfahrt

1938
- Weltmeister – Straßenrennen
- 15., 16. und 18. Etappe Tour de France
- Paris-Brüssel
- inoffizielle Saison-Wertung

1939
- Antwerpen–Gent–Antwerpen
- 8. und 18. Etappe Tour de France
- Belgischer Meister – Straßenrennen

1943
- La Flèche Wallonne
- Paris–Roubaix

1944
- La Flèche Wallonne
- Nokere Koerse

1945
- La Flèche Wallonne

1946
- Weltmeisterschaft – Straßenrennen

1948
- Sechstagerennen von Brüssel (mit Rik Van Steenbergen)

1949
- Gent–Wevelgem
- Sechstagerennen von Brüssel (mit Rik Van Steenbergen)